# 艾力克·貝齊格
艾力克·貝齊格（Eric Betzig，1960年1月13日-），美国神经科学家、发明家、应用物理学家，美国加州大学伯克利分校物理学教授、分子生物学教授。 贝齐格还担任弗吉尼亚州的珍利亞農場研究園區的高级研究员。
贝齐格先后毕业于加州理工学院的物理学系和康奈尔大学的工程物理学博士专业，后在贝尔实验室工作。其主要贡献是研发了用于分子生物学、神经科学的光学成像工具。2014年，因研制出「超分辨率螢光顯微镜」，與斯特凡·W·赫尔、W·E·莫尔纳尔共同獲得諾貝爾化學獎。

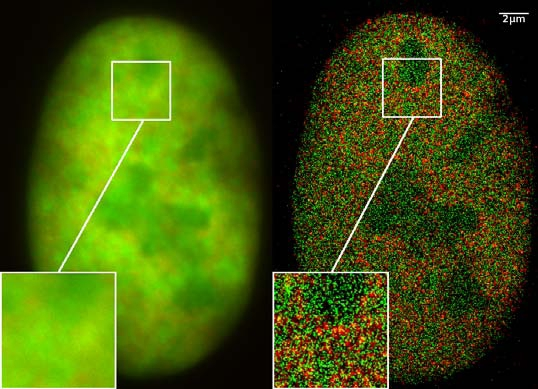
双色定位显微镜SPDMphymod/超分辨率显微镜用GFP和RFP融合蛋白

## 生活和事业
贝齐格出生于美国密歇根州的安娜堡，他是罗伯特·贝齐格的儿子。在大学时，贝齐格在加州理工学院学习物理，并且于1983年毕业获得了学士学位。然后，他继续在康奈尔大学学习，分别在1985年和1988年，他在应用物理学和工程物理学分别获得了硕士学位和博士学位。
在获得博士学位后，贝齐格就职于贝尔实验室半导体物理研究部门。在1996年，贝齐格离开学术界，到当时他父亲拥有的安娜堡机械公司，成为研究开发的副总裁。在这里，他开发了灵活的自适应液压伺服技术（FAST），但并没有取得商业上的成功。
然后，贝齐格回到显微镜领域，开发光敏定位显微镜（PALM），并在2006年，他加入了霍华德·休斯医学研究所的珍利亞農場研究園區作为组长，开发超高分辨率的荧光显微镜技术。
他的妻子吉娜是安徽蚌埠人，毕业于蚌埠市第一中学和中国科学技术大学，两人在加州大学伯克利分校认识并结婚。

## 获奖
在1992年，贝齐格被授予威廉·麦克米兰奖，并且在1993年，他获得美国国家科学院的研究倡议科学奖。在2014年，贝齐格與斯特凡·W·赫尔、W·E·莫尔纳尔共同獲得諾貝爾化學獎。